# Cylindrophyllum
Cylindrophyllum (лат.) — род суккулентных растений семейства Аизовые (Aizoaceae), произрастающий на территории Капской провинции ЮАР.

## Название
Родовое латинское (научное) название Cylindrophyllum происходит от греческого слова kylindros, — «цилиндр», и phyllon, — «лист».

## Ботаническое описание

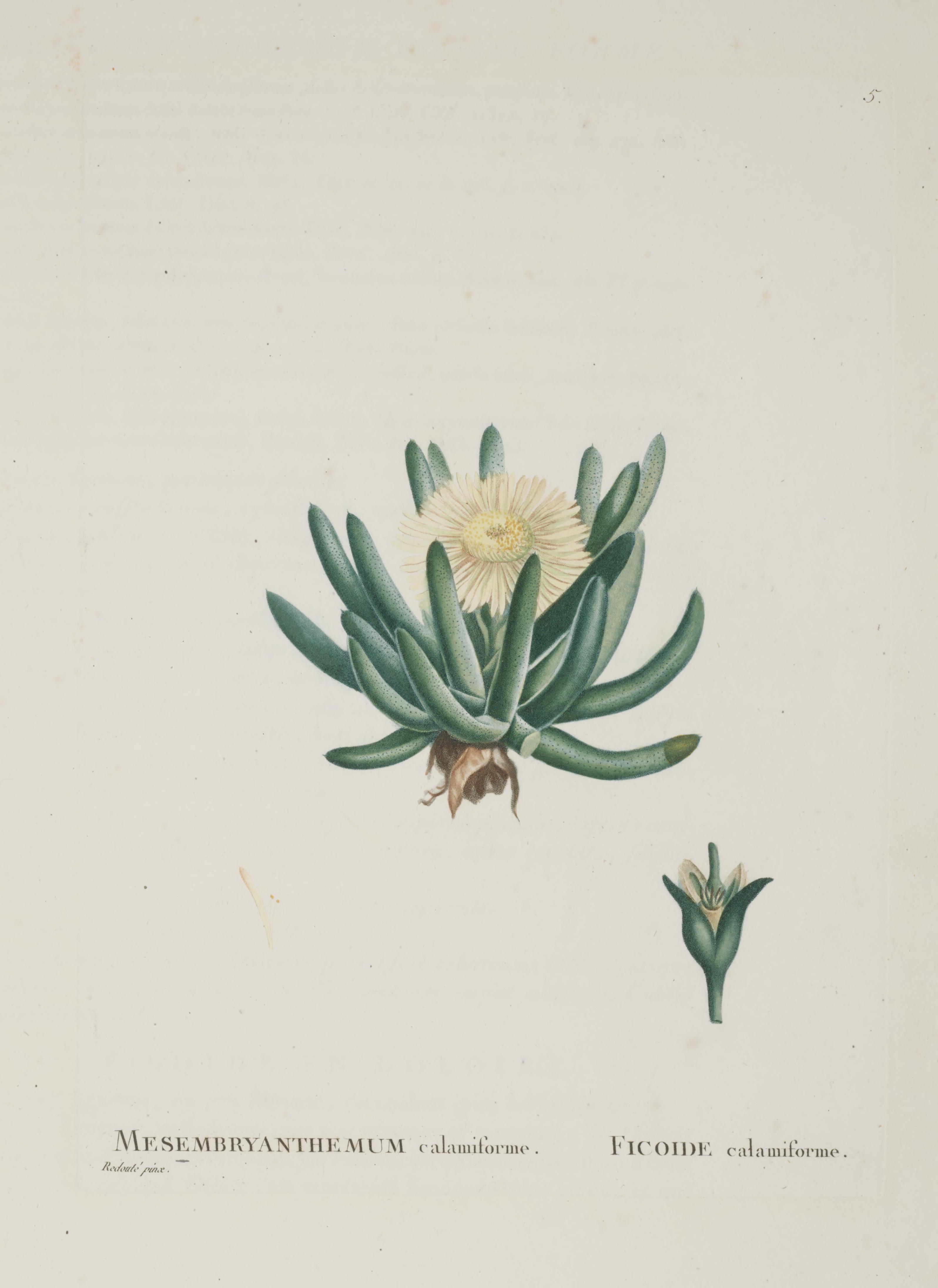
Ботаническая иллюстрация Cylindrophyllum calamiforme

Представители рода — хохлатые многолетники высотой до 18 см с короткими стеблями, которые часто образуют большие подушки; со временем стебли одеревеневают. Листья расположены супротивно, сросшиеся у основания, они могут быть цилиндрическими или теретными, длиной до +/- 10 см и диаметром 8 мм. Окраска листьев серо-зеленая, часто с красноватыми оттенками и мелкими точками; листья довольно плотно расположены, а старые листья прочные.
Цветки одиночные, верхушечные, на короткой цветоножке, примерно 7 см в диаметре; открываются в полдень и закрываются к вечеру. Чашелистиков 5, 3 из них крупнее и килеватые. Лепестки короткие, располагаются в нескольких рядах, окраска варьирует от беловатой до жёлтой или розоватой, часто с более темным центром. Тычинки располагаются в нескольких рядах, они эпапиллярные. Стаминодии собраны в коническую форму, окрашены в оранжевый или красноватый цвет. Нектарник имеет зубчатое кольцо. Завязь имеет остроконическую форму сверху; рыльце состоит из 5-11 шиловидных элементов, значительно короче тычинок. Плоды содержат до 5-11 глазчатых коробочек; они имеют плотную консистенцию с глубокими очагами и зубчатыми, параллельными килевидными элементами; покровные мембраны присутствуют; замыкающие органы маленькие. Семена округлые, мозаичные и темно-коричневые.
Число хромосом x = 9.

## Таксономия
Cylindrophyllum Schwantes, первое упоминание в Z. Sukkulentenk. 3: 15, 28. 1927. Род входит в подсемейство Ruschioideae.

### Виды
Согласно данным сайта «Список растений Мировой флоры онлайн» на июнь 2023 года, род состоит из 5 видов:
- Cylindrophyllum calamiforme (L.) Schwantes
- Cylindrophyllum comptonii L.Bolus
- Cylindrophyllum hallii L.Bolus
- Cylindrophyllum obsubulatum (Haw.) Schwantes
- Cylindrophyllum tugwelliae L.Bolus